# Thomas Deng
Thomas Deng (Nairobi, 20 de març de 1997) és un futbolista d'Austràlia que juga en la posició de defensa al Yokohama F. Marinos.
Comença la seua carrera professional al Western Eagles FC el 2013. Ha jugat als clubs Green Gully SC, Melbourne Victory FC, Jong PSV i Urawa Red Diamonds.
Va debutar amb la selecció d'Austràlia el 2018.

## Estadístiques
| Selecció d'Austràlia | Selecció d'Austràlia | Selecció d'Austràlia |
| Anys                 | Partits              | Gols                 |
| -------------------- | -------------------- | -------------------- |
| 2018                 | 1                    | 0                    |
| Total                | 1                    | 0                    |